# Matthias Cremer
Matthias Cremer (geboren 30. Juni 1956 in Wien) ist ein mehrfach ausgezeichneter österreichischer Pressefotograf. Seit der Gründung der Tageszeitung Der Standard war er hauptberuflich für sie tätig; seine Arbeiten erschienen auch im Falter, im Time Magazine und vielen anderen Medien.

## Leben
Matthias Cremer wuchs im 1. Wiener Gemeindebezirk auf und begann als Jugendlicher zu fotografieren. An der Hochschule für angewandte Kunst belegte er 1983 ein Gastsemester bei Erich Lessing und bekam danach ein Kunststipendium der Stadt Wien. Das benützte er um über mehrere Jahre den Donaukanal zu dokumentieren. Die Ergebnisse präsentierte er in einem Katalog und einer Ausstellung. Ab 1982 begann er regelmäßig für die Wiener Wochenzeitung Falter zu arbeiten, dazu kam die Tätigkeit für Time Magazine. Bei der Gründung der Tageszeitung Der Standard 1988 wurde er als Pressefotograf angestellt und mit dem Aufbau einer Fotoredaktion betraut. Er war maßgeblich daran beteiligt, dass in Österreich die Pressefotografie als eigene journalistische Disziplin anerkannt wurde. Anstatt Zeitungsartikel mit schönen Fotos zu illustrieren, bemühte sich Cremer um eine unüblich realistische, zeitweise humorvolle Perspektive auf die Ereignisse. Viele seiner Porträts und Fotografien wurden ausgezeichnet und mehrfach nachgedruckt. Er leitete die Standard-Fotoredaktion von 1994 bis 2003. Von 2005 bis 2022 publizierte er seine Arbeiten auch in einem Foto-Blog auf der Online-Präsenz derStandard.at. Das Konzept bestand darin, viele Fotos zu einem Thema zu präsentieren, von denen es nur eines in die Print-Ausgabe geschafft hat.
Gregor Auenhammer hat über das Werk geschrieben: Cremer „dekuvrierte das Verborgene, das Geheime, das Geheimnisvolle, entlarvte das Echte, das Ehrliche. Authentisch, ungeschönt und nicht gestellt. Nie aber desavouierend.“
Seit 2021 ist er pensioniert. Im Wintersemester 2023 übernahm er die Theodor-Herzl-Dozentur am Institut für Publizistik der Universität Wien.
Er ist verheiratet, Vater zweier Töchter und lebt in Wien und im Burgenland.

## Publikationen
- Matthias Cremer: Donaukanal. Linien einer Stadtlandschaft. Mit einem Essay von Karlheinz Roschitz. Wien: Edition Tusch 1986, ISBN 3-85063-165-6
- Matthias Cremer, Karlheinz Roschitz: Jahrhundertwende am Naschmarkt. Unbekannter Jugendstil in Wien. Wien: Edition Tusch 1986, ISBN 3-85063-159-1
- Matthias Cremer: 25 Jahre Fotografie für den Standard. 1988–2013. Mit einem Vorwort von Oscar Bronner und Texten von Gregor Auenhammer und Wolfgang Weisgram. Baden bei Wien: Lammerhuber 2013, ISBN 978-3-901753-62-6

## Ausstellungen
- 3. April bis 26. Oktober 1986: Donaukanal-Fotostudien, Otto-Wagner-Pavillon Karlsplatz, 100. Sonderausstellung des Historischen Museums der Stadt Wien[8][9]

## Auszeichnungen
- 1992: APA-Photopreis[10]
- Objektiv 2014: Foto des Jahres (Finanzminister Michael Spindelegger vor einer vollgekritzelten Tafel), bestes Foto im Bereich Wirtschaft und im Bereich Innen- und Außenpolitik (Ernst Strasser im Wiener Justizpalast)[11]
- Fotograf des Jahres 2015, Der Österreichische Journalist[12]
- Fotograf des Jahres 2017, Der Österreichische Journalist[13]